# Liste von Reisezugwagen der Seetalbahn
Die Liste von Reisezugwagen der Seetalbahn ist eine Zusammenstellung von bei der Seetalbahn (STB) in der Zeit zwischen 1883 und 1922 beschafften und zum Einsatz gekommenen bahneigenen Reisezugwagen.

## Historische Entwicklung des Reisezugwagenbestandes
Die STB war eine kleinere Eisenbahngesellschaft und hatte während ihrer Existenz gleichzeitig nie mehr als 28 Personen- und 9 Gepäckwagen im Einsatz.

## Farbgebung und Beschriftung
Reisezugwagen waren grün gestrichen und hatten eine gelbe Beschriftung. Als Eigentumsmerkmal trugen alle Wagen das Kürzel «STB».

## Gattungszeichen
| Gattungszeichen | Wagenart                                | Anzahl der Achsen |
| --------------- | --------------------------------------- | ----------------- |
| B               | Wagen der 2. Klasse                     | 2-achsig          |
| BC              | Gemischtklassige Wagen 2. und 3. Klasse | 2-achsig          |
| BC4             | Gemischtklassige Wagen 2. und 3. Klasse | 4-achsig          |
| BC4R            | Speisewagen 2. und 3. Klasse            | 4-achsig          |
| C               | Wagen der 3. Klasse                     | 2-achsig          |
| C4              | Wagen der 3. Klasse                     | 4-achsig          |
| F               | Gepäckwagen                             | 2-achsig          |

Wagen der 1. Klasse kamen bei der STB nie zum Einsatz.

## Datenlage
Die Angaben in dieser Liste beruhen, soweit nicht anders vermerkt, auf den Angaben im Projekt Lokstatistik von Josef Pospichal (siehe Weblinks) und der Archiv-Datenbank der Stiftung Historisches Erbe der SBB.

## Liste

### Personenwagen
| Gattungszeichen   | Gattungszeichen | Herstelldaten | Herstelldaten | Herstelldaten | Wagennummern je Epoche | Wagennummern je Epoche       | Ausmusterung | Bemerkungen |
| STB               | SBB             | Baujahr       | Hersteller    | Anz.          | STB                    | SBB                          |              | |
| ----------------- | --------------- | ------------- | ------------- | ------------- | ---------------------- | ---------------------------- | ------------ | --- |
| BC                |                 | 1857          | SIG           | 2             | 1–2                    |                              | 1895         | Zur Eröffnung aus 2. Hand von der NOB übernommen Wagen 3 bzw. 4 von Reifert bzw. MF Esslingen, andere von SIG erbaut                 |
| C                 |                 | 1854–57       | SIG u. a.     | 6             | 3–8                    |                              | 1895         | Zur Eröffnung aus 2. Hand von der NOB übernommen Wagen 3 bzw. 4 von Reifert bzw. MF Esslingen, andere von SIG erbaut                 |
| BC                |                 | 1884          | SIG           | 5             | 9–13                   |                              |              | 1913 Umbau zu Güterwagen 451–454 bzw. aus Wagen 11 entstand Gepäckwagen F 101II                                                      |
| C                 |                 | 1884          | SIG           | 5             | 14–18                  |                              |              | 1913 Umbau zu Güterwagen 456–458 bzw. aus Wagen 17 entstand der Werkzeugwagen Xc 3 und aus Wagen 14 wurde 1915 der Unkrautwagen Xc 4 |
| BC                | BC ab 1925: C   | 1887          | SIG           | 3             | 19–21                  | 4247–4249 ab 1925: 6694–6696 | 1929         | |
| BC4               | BC4 ab 1931: C4 | 1894          | SIG           | 3             | 22–24                  | 4924–4926 ab 1931: 9390–9392 | 1958         | Nr. 22 ab 1941 zur RHB, ab 1975 bei DVZO als WR 151 erhalten 23 und 24 ab 1942/43 zur OeBB als 11 und 12                             |
| C4                | C4              | 1896          | SIG           | 2             | 25–26                  | 9393–9394                    | 1954         | Nr. 25 1943 zur OeBB als 13 Nr. 26 1941 zur RHB, ab 1977 bei der DVZO erhalten                                                       |
| C4                | C4              | 1885          | SIG           | 5             | 27–30, 34              | 9395–9399                    | 1928–1932    | 1913 von der SBB übernommen, ursprünglich für die SCB gebaut                                                                         |
| BC4R ab 1911: BC4 | BC4             | 1903          | SIG           | 3             | 31–33                  | 4927–4929 ab 1949: 4581–4582 | 1946–1962    | Buffetwagen, 1911 Umbau zu normalen Personenwagen (Details)                                                                          |
| B                 | B               | 1883          | SIG           | 1             | 1II                    | (Details)                    | 1945         | Salonwagen, 1883 für GB gebaut, später SBB, 1913 zur STB                                                                             |

### Gepäckwagen
| Gattungszeichen | Gattungszeichen | Herstelldaten | Herstelldaten | Herstelldaten | Wagennummern je Epoche | Wagennummern je Epoche | Ausmusterung | Bemerkungen |
| STB             | SBB             | Baujahr       | Hersteller    | Anz.          | STB                    | SBB                    |              | |
| --------------- | --------------- | ------------- | ------------- | ------------- | ---------------------- | ---------------------- | ------------ | --- |
| F               | F               | 1884          | SIG           | 4             | 101–104                | 17416–17417, 17419     | 1930         | 102 in 1888 zu Güterwagen umgebaut, 1892 Rückbau zum F 104II 101 in 1910 umgebaut in Arbeitswagen Xc 2 104 wurde nach 1888 umnummeriert in 102II |
| F               | F               | 1895          | SIG           | 1             | 105                    | 17461                  | 1947         | |
| F               | F               | 1904          | SWS           | 2             | 106–107                | 17462–17463            | 1948         | Wagen 107 bei der HEG erhalten (Details) |
| F               | F               | 1913          | SIG           | 1             | 101II                  | 17418                  | 1931         | Entstand 1913 aus Umbau des Personenwagen 11 |

### Postwagen
Auf dem Netz der STB waren während ihrer Existenz insgesamt sechs verschiedene Postwagen im Einsatz, die aber im Eigentum der Post waren.